# Nikola Maraš
Nikola Maraš (en serbio: Никола Мараш; Belgrado, República Federal de Yugoslavia, 12 de diciembre de 1995) es un futbolista serbio que juega de defensa. Su club es el Deportivo Alavés de la Primera División de España.

## Trayectoria
El 26 de mayo de 2013 Nikola Maraš debutó con el primer equipo del Fudbalski Klub Rad Belgrado, entró al partido en la segunda parte sustituyendo a Uroš Vitas, en un partido que acabarían ganado pro 3-1 al FK Radnički Niš. El 16 de agosto de 2014 marcó su primer gol con el club, que supuso la victoria por 2-1 frente al FK Borac Čačak. En el transcurso de la Superliga de Serbia de la temporada 2014-15, Nikola Maraš se consolidó como habitual en la línea defensiva del equipo, jugando los 90 minutos completos en sus 23 partidos como titular de los 30 que componían la temporada. Posteriormente fue nombrado capitán del equipo, siendo titular indiscutible en las dos temporadas siguientes (2015-16 y 2016-17). El 5 de agosto de 2017 jugó su partido número 100 en la liga con el Fudbalski Klub Rad Belgrado en la derrota por 1-2 ante el FK Mladost Lučani.
El 31 de agosto de 2017 fue traspasado al club portugués G. D. Chaves por 400 000 euros con un contrato de cuatro años. Diez meses después, el 15 de agosto de 2019, fue cedido a la U. D. Almería, guardándose el club almeriensista una opción de compra. El 22 de agosto de 2020 dicha opción de compra fue finalmente ejercida por la U. D. Almería, haciéndose oficial su fichaje definitivo por el club almeriensista hasta el año 2024.
El 31 de agosto de 2021 fue cedido por una temporada al Rayo Vallecano, equipo con el que jugó quince partidos en la Primera División. La campaña 22-23 siguió prestado, esta vez en el Deportivo Alavés. Lograron el ascenso a la Primera División, por lo que ejecutaron la compra obligatoria recogida en el contrato y pasó a ser propiedad del club hasta junio de 2027. Este lo prestó en febrero de 2024 al Levante U. D., equipo que también tenía una opción de compra en caso de ascender, y en agosto de ese mismo año al Real Sporting de Gijón.

## Selección nacional
Hasta el momento Nikola Maraš ha disputado 2 encuentros internacionales, el primero el 29 de septiembre de 2016, donde jugó los 90 minutos del amistoso disputado entre la selección de Serbia y la selección de Catar, (derrota por 0-3), y el segundo encuentro, donde también disputó los 90 minutos del partido, acabó con el resultado de 0-0 frente a la selección de Estados Unidos, duelo que fue disputado el 29 de enero de 2017.

## Clubes
| Club                   | País     | Año       |
| ---------------------- | -------- | --------- |
| F. K. Rad Belgrado     | Serbia   | 2013-2017 |
| G. D. Chaves           | Portugal | 2017-2019 |
| U. D. Almería          | España   | 2019-2021 |
| Rayo Vallecano         | España   | 2021-2022 |
| Deportivo Alavés       | España   | 2022-2024 |
| Levante U. D.          | España   | 2024      |
| Real Sporting de Gijón | España   | 2024-2025 |
| Deportivo Alavés       | España   | 2025-     |